# Jaszkowo (powiat średzki)
Jaszkowo – wieś w Polsce położona w województwie wielkopolskim, w powiecie średzkim, w gminie Zaniemyśl.
W latach 1975–1998 miejscowość należała administracyjnie do województwa poznańskiego.